# فاهاجن خاتشاتوريان
فاهاجن خاتشاتوريان (مواليد 26 يوليو 1959) هو سياسي أرميني يشغل منصب رئيس أرمينيا منذ مارس 2022.